# Премія Стелли
Премія Стелли (англ. The TRUE Stella Awards) — премія, яку щорічно присуджують за найбезглуздіше судове рішення в США. 
Названа вона на честь Стелли Лібек, яка в 1992 році вилила на себе каву в одному з ресторанів Макдональдс. Кава, температура якої сягала 88°C, спричинила опіки третього ступеня на 16% тіла Стелли, включаючи внутрішню частину стегон і геніталії. Жінці знадобилося вісім днів госпіталізації, пересадка шкіри та тривала реабілітація. Вона втратила 9 кг, що становило майже 20% її ваги. Вона подала на ресторан до суду і відсудила 2,9 мільйона доларів. 
Однією з цілей премії є відділення вигаданих історій про події цього роду від тих, які відбулися насправді.

## Лауреати
- 2005. Крістофер Роллер — за позов до ілюзіоністів Девіда Блейна та Девіда Коперфілда. Позивач, який вважав себе Богом, звинуватив ілюзіоністів в тому, що в своїх фокусах вони ігнорують закони фізики, а значить використовують божественну силу, отже порушують його авторські права.
- 2004. Мері Убауді — за позов до компанії «Мазда Моторс» на 150 тисяч доларів за те, що компанія не укомплектувала автомобіль інструкцією із застосування ременя безпеки, що призвело до аварії.